# شرقیه ولی‌یوا
شرقیه ولی‌یوا (ترکی آذربایجانی: Şərqiyyə Əkbər qızı Vəliyeva؛ زادهٔ ۱ ژوئیهٔ ۱۹۳۶) سیاستمدار اهل اتحاد جماهیر شوروی سوسیالیستی است.
وی همچنین برندهٔ جوایزی همچون نشان انقلاب اکتبر، نشان پرچم سرخ کار، نشان لنین، و قهرمان کار سوسیالیست شده‌است.